# Biely potok (Terchová)

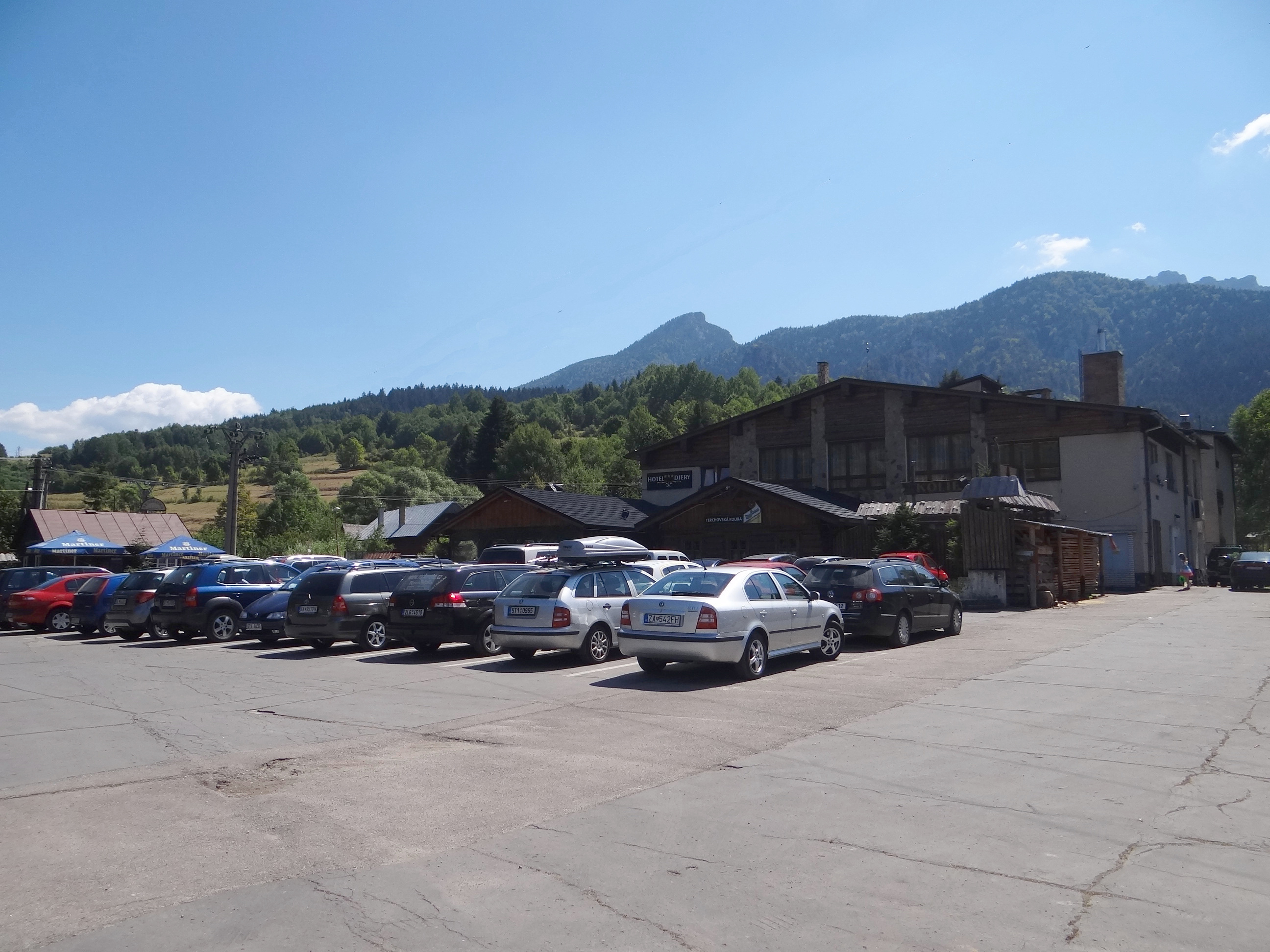
Osada turystyczna Biely potok

Biely potok – osiedle miejscowości Terchová na Słowacji. Położone jest na wysokości 575 m, przy głównej szosie, przy ujściu Dierovego potoku do Bielego potoku. Ma duże znaczenie turystyczne, gdyż znajduje się tutaj początek kilku popularnych szlaków turystycznych Małej Fatry: do skalnego wąwozu Diery oraz w masyw Wielkiego Rozsutca i Małego Rozsutca. Wychodzi stąd także szlak w Góry Kisuckie. Jest tutaj hotel, restauracja, bufety i dwa parkingi.

## Szlaki turystyczne
Biely potok – Ostrvné – Dolné diery – Podžiar – Horné diery – Pod Palenicou – Tesná rizňa – Pod Tanečnicou – Medzirozsutce. Czas przejścia 2.30 h, 2.10 h
  Ostrvné – Nové diery – Podžiar – Vrchpodžiar – Štefanová. Czas przejścia 1 h, 1.05 h
  Biely potok – Podrozsutec– Mały Rozsutec – Zákres – Medzirozsutce. Czas przejścia: 2.30 h, ↓ 2 h
  Biely potok – Huličiarovci – Poľany – Jánošíkovci – Šipková – Kováčka (skrzyżowanie z niebieskim szlakiem turyst.)